# Psylliostachys spicatus
Psylliostachys spicatus är en triftväxtart som först beskrevs av Carl Ludwig von Willdenow, och fick sitt nu gällande namn av Sergej Arsenjevitj Nevskij. Psylliostachys spicatus ingår i släktet axrispar, och familjen triftväxter. Inga underarter finns listade i Catalogue of Life.